# Nowa Heloiza

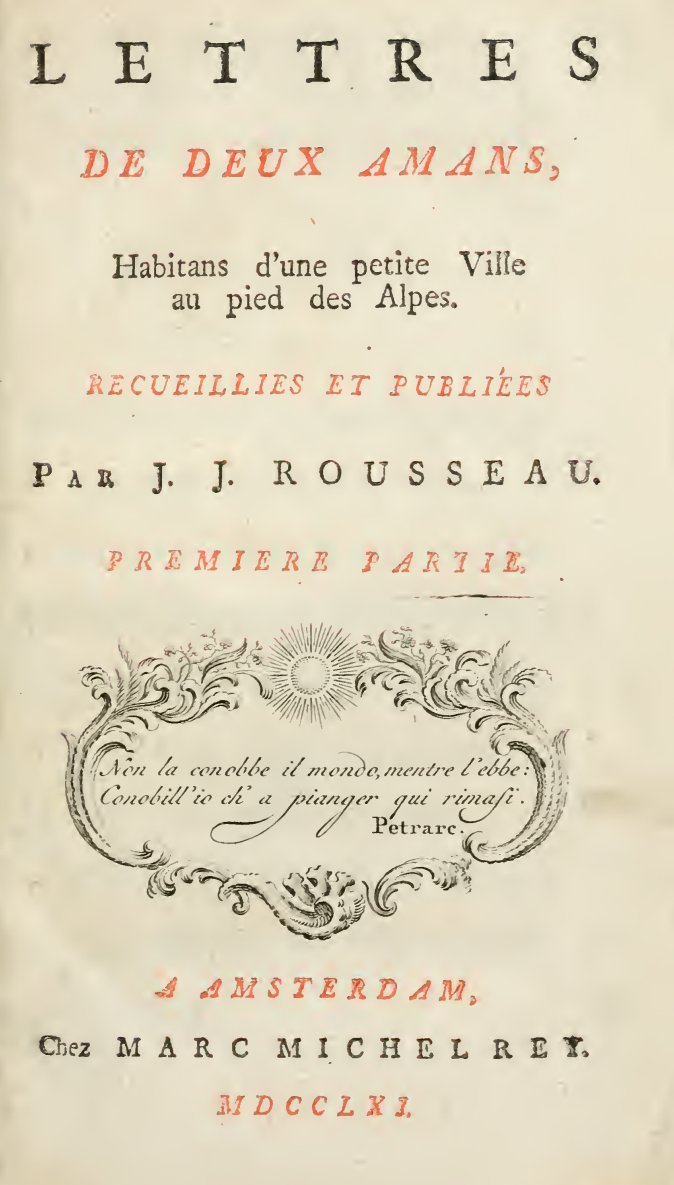

Nowa Heloiza (pełny tytuł: Julia, Nowa Heloiza, listy dwojga kochanków, mieszkańców małego miasteczka u stóp Alp) – powieść epistolograficzna napisana przez Jeana Jacques’a Rousseau w 1761 roku.
Zalicza się do prozy sentymentalnej. Opisuje nieszczęśliwą miłość skromnego nauczyciela i jego arystokratycznej uczennicy z Clarens (koło Montreux) w Szwajcarii.
Utwór umieszczony został w index librorum prohibitorum dekretem z 1806 roku.

## Budowa i fabuła
Utwór składa się z listów kochanków ułożonych w sześć części i dzięki tej korespondencji obserwujemy stopniowy rozwój uczuć, niezachwianych nawet przez wymuszone małżeństwo Julii z bogatym i szlachetnym baronem de Wolmar. Julia i Saint-Preux zdają sobie sprawę, że ich uczucie nie może się spełnić, toteż starają się walczyć z tą zakazaną miłością. Nie chcą się spotykać, chociaż bardzo za sobą tęsknią. Nie chcą do siebie pisać listów, chociaż jest to istotą ich życia. Żałują, że się poznali, lecz nie są w stanie wyobrazić sobie, że mogliby się nigdy w życiu nie spotkać. Ich los był dla Rousseau pretekstem do gwałtownej krytyki cywilizacji.
Powieść nawiązuje do historii filozofa Abelarda i jego uczennicy Heloizy z wieków średnich (stąd tytuł). Jednakże w Nowej Heloizie Jeana Jacques’a Rousseau miłość między dwojgiem kochanków ma postać platoniczną. Nowa Heloiza w XVIII wieku była nazwana „Biblią zakochanych”.